# 张化为
张化为，男，大专学历。
原任中纪委第五室主任、中央组织部第一企业金融巡视组副组长。2013年6月，进驻中国人民大学巡视。2014年7月28日，任中央第十一巡视组组长，进驻国家体育总局开展专项巡视工作。2015年2月，任中央第十一巡视组组长，进驻中国国电集团公司开展专项巡视工作。
2017年4月17日，中央纪委监察部官网发布消息，张化为涉嫌严重违纪接受组织审查。2017年8月2日被开除党籍，取消其退休待遇，移送司法机关。北京市人民检察院第二分院指控：2006年至2014年，被告人张化为利用担任中央纪委、中央组织部巡视组副部级巡视专员、中央巡视组副部级巡视专员、中央第一企业金融巡视组副组长等职务上的便利，以及利用本人职权、地位形成的便利条件，通过其他国家工作人员职务上的行为，为相关单位和个人在企业经营、房产销售、职务提拔、案件调查等事项上提供帮助，直接或者通过其妻收受相关单位和个人给予的字画、金条、玉石、珠宝首饰等财物，共计价值人民币3284万余元。
2019年5月27日，北京市第二中级人民法院公开宣判，对被告人张化为以受贿罪判处有期徒刑12年，并处罚金人民币200万元；扣押在案的受贿所得予以没收，上缴国库。张化为当庭表示服判，不上诉。